# Modrinje
Modrinje är en ort i Bosnien och Hercegovina.   Den ligger i entiteten Federationen Bosnien och Hercegovina, i den centrala delen av landet, 40 km nordväst om huvudstaden Sarajevo. Modrinje ligger 458 meter över havet och antalet invånare är 482.
Terrängen runt Modrinje är huvudsakligen kuperad. Modrinje ligger nere i en dal. Runt Modrinje är det ganska tätbefolkat, med 93 invånare per kvadratkilometer.. Närmaste större samhälle är Zenica, 12,3 km nordväst om Modrinje. 
I omgivningarna runt Modrinje växer i huvudsak lövfällande lövskog.